# Kirby Chambliss

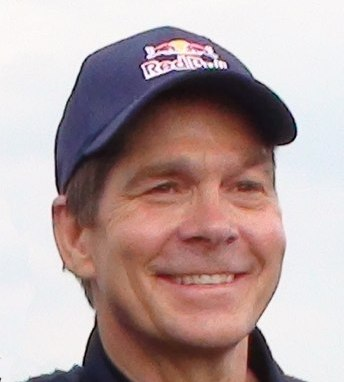
Kirby Chambliss

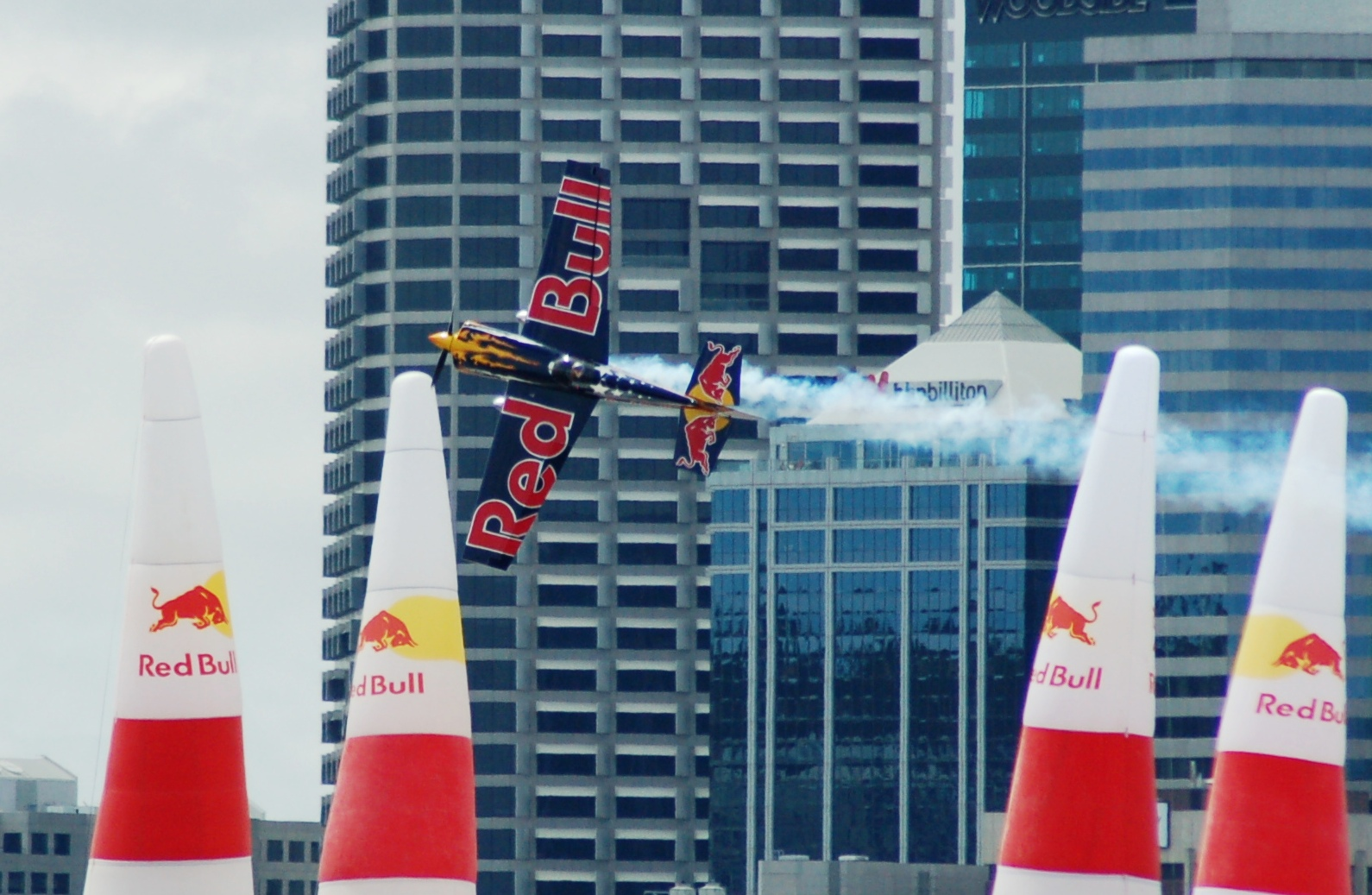

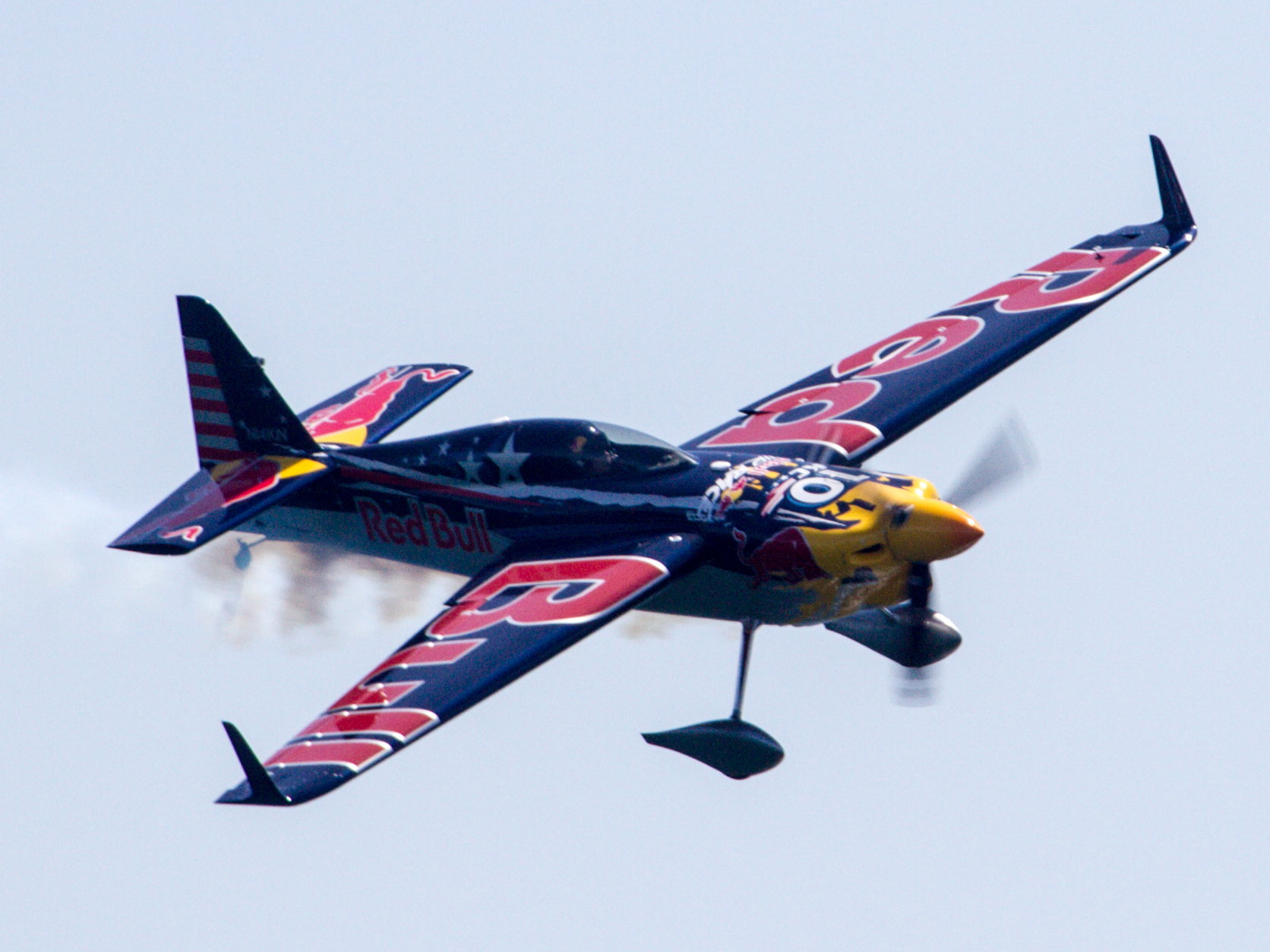
2017 Red Bull Air Race of Chiba - N14KN

Kirby Chambliss (Corpus Christi, 18 de outubro de 1959) é um piloto comercial norte-americano e um renomado campeão mundial de acrobacias. Ele é o atual campeão da Red Bull Air Race World Series.
Desde a juventude Chambliss quis ser piloto. Durante seus anos no Ensino Médio, ele abastecia seu avião com um dinheiro extra. Em dezembro de 1979, com 20 anos, Chambliss começou seus cursos para se especializar na aviação, e ganhou sua licença em Março de 1980.